# 建造物等以外放火罪
建造物等以外放火罪（けんぞうぶついがいほうかざい）とは、刑法に規定された犯罪類型の一つ。放火して現住建造物等（現住建造物等放火罪の客体）や非現住建造物等（非現住建造物等放火罪の客体）以外の物を焼損し、よって公共の危険を生じさせた場合に成立する（刑法110条1項）。法定刑は1年以上10年以下の有期拘禁刑。
本罪の犯罪が成立するためには公共の危険が発生したことが立証されなければならない（具体的公共危険犯）。公共の危険が発生しなかった場合には器物損壊罪などの成立が問題になる。なお、本罪については未遂や予備は不可罰である（刑法112条、113条）。

## 自己の所有物への放火の特則
刑法110条第1項の客体に形式的に該当する場合でも、それが行為者自身の所有物（自己の物）である場合は、法定刑が軽減される（1年以下の拘禁刑又は10万円以下の罰金）（110条第2項）。ただし、115条に該当する場合はこの第2項の犯罪は適用されず、第1項の犯罪が適用される。

## 公共の危険の認識の要否
本条の罪の成立に、公共の危険の認識が必要かどうかをめぐって争いがある。ただし、109条第2項の場合と異なり、本条は「よって」という文言から結果的加重犯であると解され、認識は不要とするのが判例（最判昭和60年3月28日刑集39巻2号75頁）及び有力説である。